# 贝格朗根巴赫
贝格朗根巴赫是德国莱茵兰-普法尔茨州的一个市镇。总面积5.73平方公里，总人口449人，其中男性234人，女性215人（2011年12月31日），人口密度78人/平方公里。